# Национальное управление по ликвидации последствий стихийных бедствий Индии
Национальное управление по ликвидации последствий стихийных бедствий Индии (англ. National Disaster Management Authority) является ведомством правительства Индии,  уполномоченным проводить политику, разрабатывать планы и вести руководство по ликвидации последствий стихийных бедствий, также обеспечивает своевременное  реагирование на стихийные бедствия.

## Обязанности
- Разработка политики по управлению стихийными бедствиями;
- Утверждение Национального плана;
- Утверждение планов, подготовленных министерствами или департаментами правительства Индии в соответствии с Национальным планом;
- Координировать исполнение и реализацию политики и плана борьбы со стихийными бедствиями;
- Рекомендовать выделение средств на цели смягчения их последствий;
- Предоставление такой поддержки другим странам, пострадавшим от крупных стихийных бедствий, которые могут быть определены центральным правительством;
- Принимать такие другие меры для предотвращения катастроф, или смягчения их последствий, или готовности и потенциала для борьбы с угрожающей ситуацией бедствия или катастрофы, которые оно сочтет необходимыми;
- Разработка широкой политики и руководящих принципов функционирования Национального института борьбы со стихийными бедствиями.